# إكيوير (باد كاليه)
إكيوير، باد كاليه (بالفرنسية: Équirre)‏ هي بلدية تقع في إقليم باد كاليه من منطقة نور با دو كاليه في شمال فرنسا. تبلغ مساحة هذه المدينة 4.19 (كم²)، وترتفع عن سطح البحر 104 م، يبلغ عدد سكانها 71 نسمة حسب إحصاء المعهد الوطني للإحصاء والدراسات الاقتصادية سنة 2009 م. وترأس Philippe Lenoir البلدية خلال فترة (2008-2014).